# Port-aux-Français

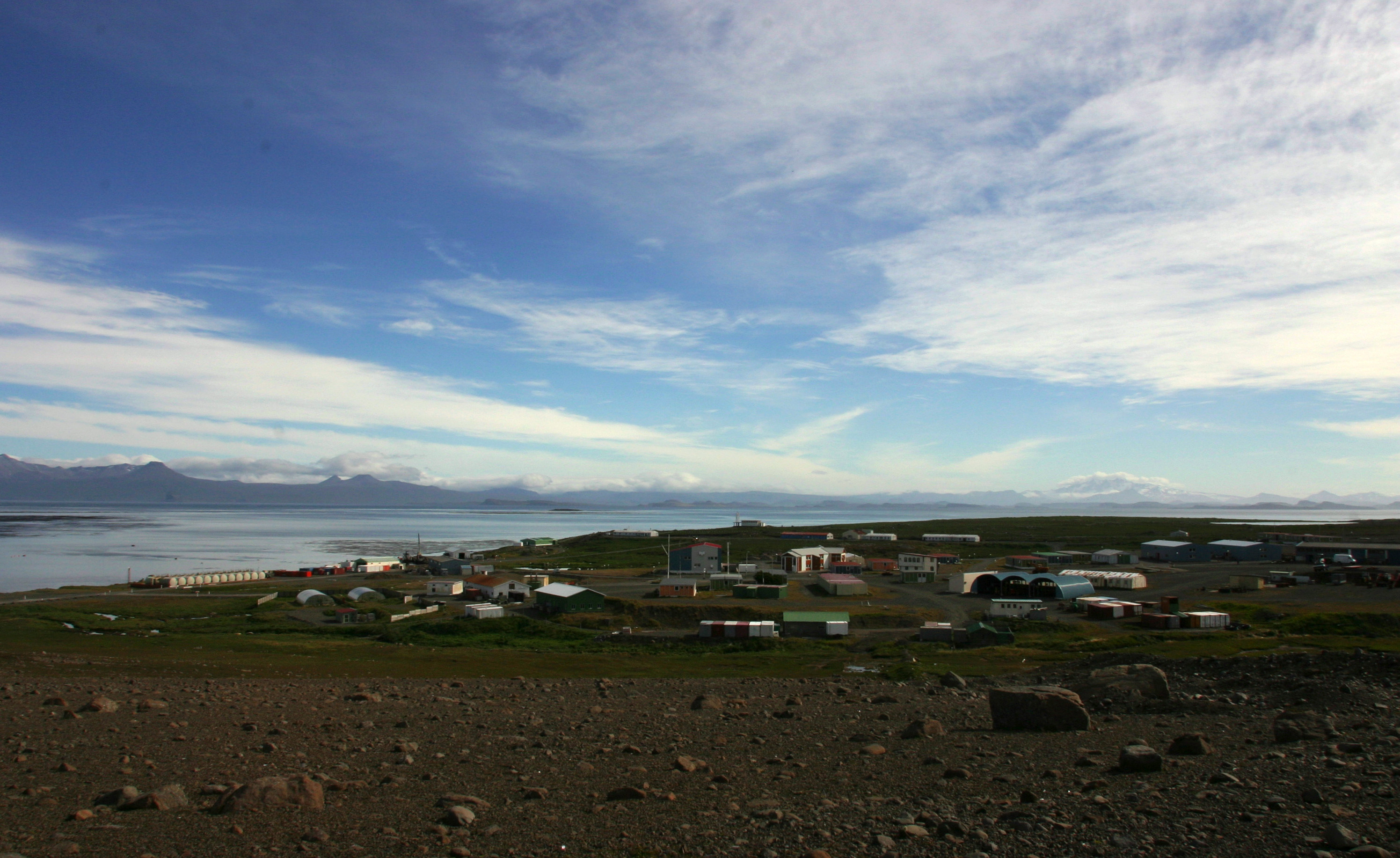
Port-aux-Français

Port-aux-Français é a capital e principal povoação das Ilhas Kerguelen, um dos quatro distritos das Terras Austrais e Antárticas Francesas. Foi criada em 1950 na costa sul da península de Courbet fronteira com o Golfo de Morbihan, na ilha Grande Terre, a principal do arquipélago.

## População
A população da ilha varia durante o ano todo, sendo sua população permanente em torno de 60 habitantes.

## Clima
Port-aux-Français possui um clima do tipo "ms" (Subpolar Índico) com o calor recorde de 23°C registrado em 7 de abril de 1985 e frio recorde de -8,3°C registrado em 21 de junho de 2007. A temperatura média anual é de 4,9°C.